# Aleksandr Averbukh
Aleksandr ou Alex Averbukh (né le 1er octobre 1974 à Irkoutsk, (URSS) est un athlète israélien, spécialiste notamment du saut à la perche mais aussi des épreuves combinées. Il mesure 1,78 m pour 76 kg et son club est le Maccabi Tel Aviv.
Jusqu'au 31 décembre 1998, il représentait la Russie, son pays natal, où il concourrait en tant que décathlète. Par la suite, il remporta la médaille de bronze et d'argent à la perche respectivement aux championnats du monde d'athlétisme 1999 à Séville et aux championnats du monde d'athlétisme 2001 à Edmonton.
Il gagna la médaille d'or à la perche à deux reprises aux Championnats d'Europe d'athlétisme en 2002 et 2006.
Sauteur régulier, sa meilleure performance à la perche demeure 5,93 m, réalisés en 2003 à Madrid. Aleksandr Averbukh s'est retiré des compétitions en 2009.
L'une de ses filles est le mannequin Anastasya Averbukh.

## Palmarès
| Année | Compétition                    | Lieu      | Résultat | Marque |
| ----- | ------------------------------ | --------- | -------- | ------ |
| 1999  | Championnats du monde          | Séville   | 3e       | 5,80 m |
| 2000  | Championnats d'Europe en salle | Gand      | 1er      | 5,75 m |
| 2000  | Jeux olympiques                | Sydney    | 10e      | 5,50 m |
| 2001  | Championnats du monde en salle | Lisbonne  | 4e       | 5,70 m |
| 2001  | Championnats du monde          | Edmonton  | 2e       | 5,85 m |
| 2002  | Championnats d'Europe          | Munich    | 1er      | 5,85 m |
| 2004  | Jeux olympiques                | Athènes   | 8e       | 5,65 m |
| 2006  | Championnats du monde en salle | Moscou    | 4e       | 5,50 m |
| 2006  | Championnats d'Europe          | Göteborg  | 1er      | 5,70 m |
| 2007  | Championnats du monde          | Osaka     | 7e       | 5,81 m |
| 2009  | Jeux Maccabiah                 | Netanya   | 2e       | 4,95 m |
| 2013  | Jeux Maccabiah                 | Jérusalem | 1re      |        |

## Records personnels
| Épreuve          | Épreuve      | Performance | Lieu      | Date            |
| ---------------- | ------------ | ----------- | --------- | --------------- |
| Saut à la perche | En plein air | 5,93 m (RN) | Madrid    | 19 juillet 2003 |
| Saut à la perche | En salle     | 5,86 m (RN) | Stockholm | 15 février 2001 |